# 546186 Vasylivchenko
546186 Vasylivchenko este o planetă minoră (asteroid) din centura de asteroizi. A fost descoperită pe 7 octombrie 2010 la Andrușivska astronomicina observatoria⁠(d) de . 
Obiectul prezintă o orbită caracterizată de o semiaxă mare de 2,8551267996462 UAi, o excentricitate de 0,10506021077893, o înclinație de 11,849228210398 ° în raport cu ecliptica.